# 알레한드로 마요르카스

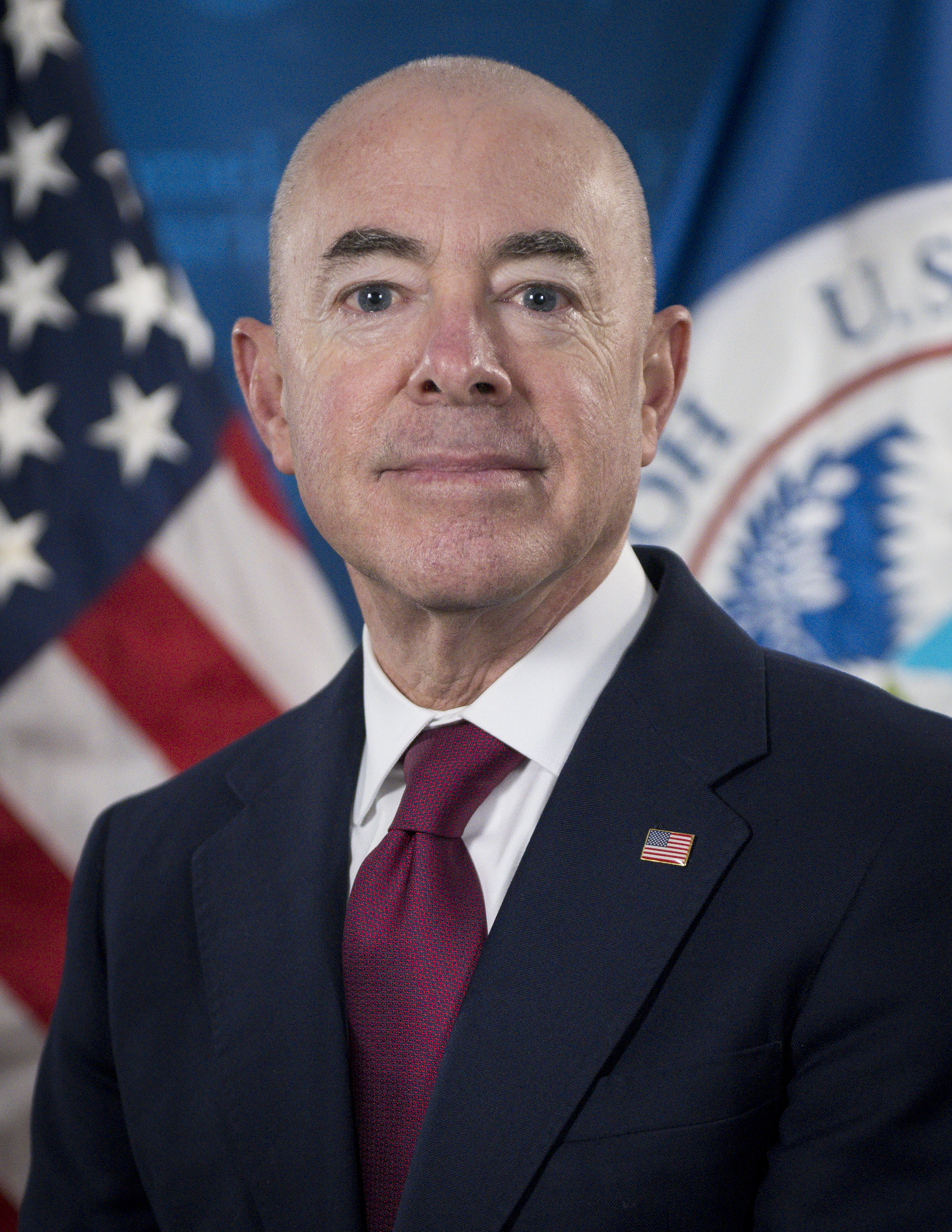

알레한드로 마요르카스(Alejandro Mayorkas, 본명: 알레한드로 니콜라스 마요르카스, Alejandro Nicolas Mayorkas, 1959년 11월 24일 ~ )는 미국의 변호사이자 정부 관료로 제7대 미국 국토안보부 장관으로 2021년부터 재직하고 있다. 민주당 (미국) 의원인 마요르카스는 이전에 미국 시민권 및 이민 국장을 역임했다. 2009년부터 2013년까지 근무했으며, 2013년부터 2016년까지 제6대 국토안보부 차관을 역임했다.
마요르카스는 쿠바 아바나에서 태어났다. 쿠바 혁명 직후 그의 가족은 플로리다로 도망갔다가 나중에 캘리포니아에 정착했다. UC 버클리 역사상 우등생으로 졸업한 후 로욜라 메리마운트 대학교에서 J.D.를 취득했다. 로스쿨 졸업 후 마요르카스는 미국 검사보로 일했으며 로스앤젤레스 캘리포니아 중부 지방의 미국 검사로 임명되었으며 빌 클린턴 대통령과 조지 W. 부시 대통령 행정부에서 복무하면서 세간의 이목을 끄는 형사 사건을 감독했다.
마요르카스는 버락 오바마 대통령이 2009년 1월 취임하기 전 대통령 인수팀의 일원으로 미국 법무부 형사부를 담당하는 팀을 이끌었다. 마요르카스는 오바마 대통령에 의해 미국 시민권 및 이민국(USCIS) 국장으로 임명되었다. 2009년 5월 20일 상원에서 지명이 접수되었다. 2009년 8월 7일, 상원의 음성 투표를 통해 지명이 확정되었다. USCIS 국장으로서 마요르카스는 관리 효율성과 재정 책임을 통해 미국 시민권을 주도하고 이민 시스템의 무결성을 보호했다. 60일 만에 아동 도착 연기(DACA) 절차를 시행했다. 2010년 1월 아이티 지진 이후 고아들을 구출하기 위한 미국 정부의 노력을 이끌었고 범죄 피해자 부서의 발전을 주도하여 처음으로 해당 기관이 범죄 피해자에게 법정 최대 수의 비자를 발급할 수 있게 했다.
2016년에 마요르카스는 워싱턴 D.C. 사무실에 있는 윌머 커틀러 피커링 헤일 앤 도르(Wilmer Cutler Pickering Hale and Dorr) 법률 회사의 파트너가 되었다.
2020년 11월 23일 조 바이든 대통령 당선자는 내각에서 마요르카스를 국토안보부 장관으로 지명하겠다고 발표했다. 마요르카스의 지명은 경찰 형제단과 전직 비서인 톰 리지, 마이클 처토프(조지 W. 부시 밑에서 복무), 재닛 나폴리타노 및 제이 존슨(마요르카스 밑에서 복무)의 지지를 받았다. 2021년 2월 2일, 마요르카스는 상원 공화당의 상당한 반대와 함께 56-43표로 상원에서 확인되었으며, 같은 날 부통령 카멀라 해리스(Kamala Harris)의 선서를 받았다.
이민 및 국경 문제에 대한 하원 공화당의 불만은 2024년 2월 13일 미국 하원의 214-213 투표에서 마요르카스의 좁은 탄핵으로 이어졌다. 이는 일주일 전 마요르카의 탄핵 표결이 실패한 이후에 나온 것이다. 마요르카스는 미국 역사상 탄핵된 두 번째 각료였으며, 첫 번째는 1876년 전쟁장관 윌리엄 벨크냅(William Belknap)이었다. 상원은 4월 17일 탄핵 혐의를 기각하기로 51 대 49로 투표하여 재판 없이 탄핵을 종료했다.